# کی پو
کی پو (انگلیسی: Kay Poe؛ متولد ۱۵ مه ۱۹۸۲) یک تکواندوکار آمریکایی از هیوستون تگزاس است. او در بازی‌های المپیک تابستانی ۲۰۰۰ در سیدنی شرکت کرد. وی در بازیهای پان امریکن ۱۹۹۹ در وینیپگ، در دسته پروزن (سبک‌وزن)، مدال نقره را بدست آورد.